# Шукурян, Ким Гайкович
Ким Гайкович Шукурян (арм. Կիմ Հայկի Շուքուրյան) (26 июля 1924, Новобаязет — 1 марта 2000, Ереван) ― советский врач-отоларинголог, хирург, доктор медицинских наук (1966), профессор (1967), Заслуженный деятель науки Республики Армения (1990). Отец академика НАН РА Самвела Шукуряна и Заслуженного врача Армении Артура Шукуряна. Известен тем, что первым в Армянской ССР провёл операцию по восстановлению слуха.

## Биография
Ким Гайкович Шукурян родился 26 июля 1924 года в городе Нор-Баязет (ныне Гавар), Армянская ССР, ЗСФСР, СССР.
В 1947 году окончил лечебный факультет Ереванского государственного медицинского института. В 1962 году назначен заведующим отделением оториноларингологии Ереванского медицинского института.
В 1966 году защитил докторскую диссертацию на соискание учёной степени доктора медицинских наук. Через год ему присвоено учёное звание профессора.
В 1985 году был избран депутатом Верховного Совета Армянской ССР.
Ким Шукурян первым в Армянской ССР провёл операцию по восстановлению слуха. Исследовал различные аспекты ЛОР-патологии. Разработал методику получения модели экспериментальной ангины. Изучал местную и общую реактивности организма. Разработал методику определения резорбирующей способности тканей нёбных миндалин с помощью внутриминдалинной флюоресциновой пробы. Также разработал метод консервативного лечения при хроническом тонзиллите. Провёл изучение заболеваемости, клинического течения различных форм хронического тонзиллита в возрастном аспекте.
Автор более 70 научных трудов. Среди них: «Краткий справочник по болезням уха, горла, носа» (соавтор, 1973) и «Заболевания уха, носа и горла» (1982).
Награждён Орденом Трудового Красного Знамени и Медалью  Мхитара Гераци (1999).
Умер 1 марта 2000 года в Ереване.